# Sarsamphiascus brevis
Sarsamphiascus brevis is een eenoogkreeftjessoort uit de familie van de Miraciidae. De wetenschappelijke naam van de soort is voor het eerst geldig gepubliceerd in 1909 door Sars.